# إيناس بوطالب
إيناس بوطالب (8 نوفمبر 1998) هي لاعبة كرة قدم محترفة تلعب مهاجمة لنادي ميتز في دوري الدرجة الثانية الفرنسي. ولدت في فرنسا، ولعبت لفرق الشباب، وتمثل المنتخب الوطني الجزائري.

## المسيرة الكروية
في سن الثامنة، بدأت إيناس بوطالب ممارسة لعب كرة القدم مع الأولاد. ثم انضمت بعد ذلك إلى مركز تدريب نادي أولمبيك ليون، حيث أمضت سبع سنوات. ظهرت لأول مرة في دوري الدرجة الأولى النسائي خلال موسم 2015-2016 في سن 17 عامًا.
في يوليو 2017، بعد موسمين في دوري النخبة، انضمت إلى نادي غرونوبل فوت في دوري الدرجة الثانية للسيدات.
في يونيو 2018، وقعت مع نادي كروا دي سافوي في نفس القسم.
في يونيو 2021، بعد أربعة مواسم مع تونون إيفيان، انتقلت إلى فريق دي 2 ميتز. في 15 يونيو 2022، أعلن نادي ميتز عن تجديد عقدها.

## المسيرة الدولية
ولدت بوطالب في فرنسا، ومثلت فرق الشباب الفرنسية من فئة تحت 17 عامًا إلى فئة تحت 20 عامًا، وشاركت في تشكيلة فريق Les Bleuettes في بطولة أوروبا للسيدات تحت 17 عامًا 2015، عندما وصل إلى الدور نصف النهائي.
كانت آخر مرة ظهرت فيها مع فرنسا في مارس/آذار 2018 خلال مباراة ضد الولايات المتحدة، ثم غيرت ولائها الوطني إلى الجزائر في وقت لاحق من ذلك العام. في نوفمبر 2018، اختارتها المدربة راضية فيرتول للانضمام لتشكيلة المنتخب الجزائري الأول في كأس الأمم الإفريقية للسيدات 2018 في غانا. في 9 نوفمبر 2018، شاركت لأول مرة في مباراة ودية أمام ساحل العاج. خلال البطولة، شاركت في جميع مباريات دور المجموعات الثلاث عندما خرجت الجزائر.
في 11 أبريل 2023، سجلت هدفها الدولي الأول لصالح منتخب بلادها ضد تنزانيا. وفي وقت لاحق من شهر نوفمبر، سجلت هدفها التنافسي الأول، مسجلة ثلاثية في فوز 5-1 على بوروندي.

## إحصائيات المهنة

### دولياً
آخر تحديث 30 نوفمبر 2024
.
| المنتخب الوطني | السنة   | الظهور | الأهداف |
| -------------- | ------- | ------ | ------- |
| الجزائر        | 2018    | 4      | 0       |
| الجزائر        | 2019    | 4      | 0       |
| الجزائر        | 2023    | 8      | 5       |
| الجزائر        | 2024    | 5      | 0       |
| المجموع        | المجموع | 21     | 5       |

تظهر قائمة الأهداف والنتائج الخاصة بمنتخب الجزائر أولاً، ويشير عمود النتيجة إلى النتيجة بعد كل هدف سجلته.
| ت | التاريخ        | المكان                                                   | الخصم   | الاهداف | النتيجة | المسابقة                    |
| - | -------------- | -------------------------------------------------------- | ------- | ------- | ------- | --------------------------- |
| 1 | 11 أبريل 2023  | المركز الفني الوطني بسيدي موسى، الجزائر العاصمة، الجزائر | تنزانيا | 1 –0    | 3–0     | ودية                        |
| 2 | 30 نوفمبر 2023 | ملعب 5 يوليو، الجزائر العاصمة، الجزائر                   | بوروندي | 1 –1    | 5-1     | تصفيات كأس غرب أفريقيا 2024 |
| 3 | 30 نوفمبر 2023 | ملعب 5 يوليو، الجزائر العاصمة، الجزائر                   | بوروندي | 2-1     | 5-1     | تصفيات كأس غرب أفريقيا 2024 |
| 4 | 30 نوفمبر 2023 | ملعب 5 يوليو، الجزائر العاصمة، الجزائر                   | بوروندي | 4 –1    | 5-1     | تصفيات كأس غرب أفريقيا 2024 |
| 5 | 4 ديسمبر 2023  | ملعب 5 يوليو، الجزائر العاصمة، الجزائر                   | بوروندي | 1 –0    | 1–0     | تصفيات كأس غرب أفريقيا 2024 |

## روابط خارجية
- إيناس بوطالب على موقع الاتحاد الأوربي (الإنجليزية)
- إيناس بوطالب على موقع قاعدة بيانات كرة القدم.إي يو (الإنجليزية)
- إيناس بوطالب على موقع Soccerway.com (الإنجليزية)